# Christoph Straßer (Schriftsteller)

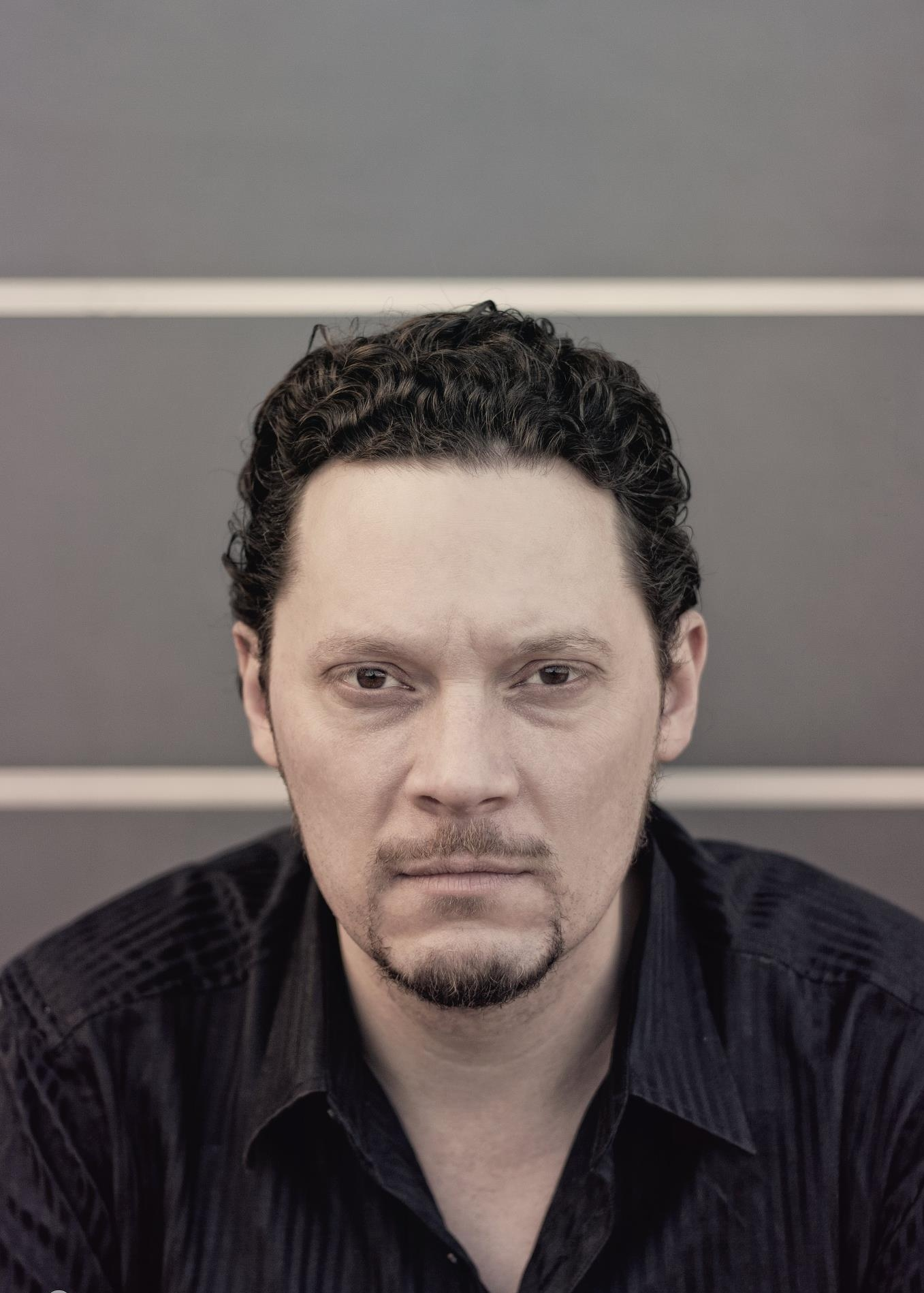
Christoph Straßer 2011

Christoph Straßer, auch Christoph Strasser (* 16. Oktober 1974 in Krefeld) ist ein deutscher Schriftsteller.

## Leben
Straßer begann ab etwa 1999, in diversen Anthologien Kurzgeschichten zu veröffentlichen. Im Jahr 2007 veröffentlichte er seine ersten beiden Romane, damals noch über einen Print on Demand Anbieter. 2009 erschien dann sein eigentliches Romandebüt Pornostern im UBooks-Verlag. Mit der Tragikomödie über Aufstieg und Fall des (fiktiven) Pornodarstellers Rod Reptile erreichte Straßer erstmals ein größeres Publikum und machte auch die Pornoszene auf sich aufmerksam. Dies führte dazu, dass Straßer 2010 gemeinsam mit Europas erfolgreichstem Pornoproduzenten und -regisseur Harry S. Morgan dessen Biografie verfasste.
Das zeitlich dichte Aufeinanderfolgen dieser Bücher brachte Straßer kurzzeitig den Ruf eines Erotikautors ein, allerdings liegt der Schwerpunkt in seinen Büchern deutlich auf schwarzem Humor. 2013 besuchte er den 1998 abgeschobenen Deutschtürken Muhlis Ari alias Mehmet in der Türkei. Die Biografie Sie nannten mich Mehmet sorgte bundesweit für ein gewaltiges Medienecho. Neben seiner Tätigkeit als Romanautor arbeitet Straßer auch als Lektor und Ghostwriter. So hat er beispielsweise am Bestseller von Kollegah mit dem Titel Das ist Alpha! mitgewirkt. Christoph Straßer lebt und arbeitet in Düsseldorf.

## Werke
- Offiziell Brüder. Roman. Books on Demand, Norderstedt 2007, ISBN 978-3-8334-9616-5.
- Warum, Frankenfish? Roman. Books on Demand, Norderstedt 2007, ISBN 978-3-8370-1272-9.
- Pornostern. Roman. Ubooks, Diedorf 2009, ISBN 978-3-86608-104-8.
- Harry S. Morgan. Der Meister der Pornografie. Biografie. Ubooks, Diedorf 2010, ISBN 978-3-86608-125-3.
- Sexshop. Roman. Ubooks, Diedorf 2010, ISBN 978-3-86608-138-3.
- Warum, Frankenfish? Teil 2: Nemesis. Roman. Ubooks, Augsburg 2011, ISBN 978-3-939239-07-9.
- Semesterferien. Roman. Unsichtbar Verlag, Diedorf 2011, ISBN 978-3-942920-04-9.
- Sie nannten mich Mehmet. Geschichte eines Ghettokindes. Biografie. Riva Verlag, München 2013, ISBN 978-3-86883-318-8.
- Lenny Kravitz. Die Biografie. Biografie. U-Line, Mossautal 2014, ISBN 978-3-944154-05-3.
- Kätzkes – Der nackte Horror. Roman. Unsichtbar Verlag, Diedorf 2015, ISBN 978-3-95791-039-4.
- Pharo Martin Bolze. Rendezvous mit meinem Ich. Biografie. Frekja Verlag, Bad Münstereifel 2016, ISBN 978-3-939994-64-0.
- Troyer Begleiter. Die Fantastischen Vier und ich (mit Andreas Sartorius). Biografie. Riva, München 2016, ISBN 978-3-86883-927-2
- Von einer, die auszog, das Fürchten zu verlernen (mit Hanka Rackwitz). Biografie. MVG, München 2018, ISBN 978-3-86882-910-5.
- Paria oder von der Kunst, nicht lieben zu müssen. Roman. Unsichtbar Verlag, Diedorf 2019, ISBN 978-3-95791-103-2.
- Hasi – Die Ballade eines Verlierers. Roman. KOVD-Verlag, Herne 2020, ISBN 978-3-96966-447-6.
- Konform. Roman. Adakia-Verlag, Leipzig 2023, ISBN 978-3-94193-574-7